# Pauline Sales
Pour les articles homonymes, voir Sales.
Pauline Sales, née le 11 juillet 1969, est une actrice, dramaturge et metteuse en scène française.

## Biographie
Pauline Sales a été directrice du Centre dramatique national de Normandie-Vire, le Théâtre du Préau, de 2009 à 2018,,,,.

## Théâtre

### Auteur
- 1999 : Dépannage, mes Laurent Laffargue, Festival de Théâtre de Blaye et de l'Estuaire
- 2003 : Il aurait suffi que tu sois mon frère, mes Marc Berman, Théâtre de la Tempête
- 2004 : Le Groenland, mes Marie-Pierre Bésanger, Festival d'Avignon Off, tournée
- 2005 : Désertion, mes Philippe Delaigue, Comédie de Valence (Valence)
- 2005 : L'Infusion, mes Richard Brunel, Théâtre du Rond-Point
- 2006 : Ici (ou) là, coécrit avec David Lescot, mes Jean-Marc Bourg, Théâtre d'O (Montpellier)
- 2009 : Cahier d'histoires #1, coécrit avec David Lescot, Sarah Fourage et Daniel Keene, mes Philippe Delaigue, tournée
- 2010 : À l'ombre, mes Philippe Delaigue, tournée
- 2011 : De la salive comme oxygène, mes Kheïreddine Lardjam, tournée
- 2012 : L'Aspirateur, tournée
- 2012 : Les Arrangements, mes Lukas Hemleb, tournée
- 2012 : Trois textes, trois auteurs, trois violences... un parcours d'après Samuel Gallet (Réanimation), Christophe Martin (Syndromes aériens) et Pauline Sales (Il aurait suffi que tu sois mon frère), mes Kheïreddine Lardjam, Le Creusot
- 2012 : L’Infusion, mes Bérénice Collet, tournée
- 2012 : En travaux, mes Pauline Sales
- 2013 : Drames, folies et autres histoires de Marion Aubert, Virginie Barreteau, Pauline Sales, Rémi de Vos, Eddy Pallaro et Pierre-Yves Chapalain, Lons-le-Saunier
- 2014 : Docteur Camiski ou l'esprit du sexe - Épisode 7, mes Pauline Sales et Fabrice Melquiot, tournée
- 2014 : Le Bal littéraire d’Emmanuelle Destremau, Sandra Korol, Samuel Gallet, Odile Cornuz, Fabrice Melquiot et Laura Tirandaz, conception Emmanuel Demarcy-Mota, Fabrice Melquiot, tournée
- 2014 : Docteur Camiski ou l'esprit du sexe - Épisode 3 coécrit avec Fabrice Melquiot, mes Guy-Pierre Couleau, tournée
- 2014 : Docteur Camiski ou l’esprit du sexe - Épisode 4, coécrit avec Fabrice Melquiot, mes Pauline Bureau , tournée
- 2014 : Docteur Camiski ou l’esprit du sexe - Épisode 1, coécrit avec Fabrice Melquiot, mes Richard Brunel , tournée
- 2014 : Docteur Camiski ou l’esprit du sexe - Épisode 2, coécrit avec Fabrice Melquiot, mes Johanny Bert , tournée
- 2014 : Cupidon est malade. Une rêverie autour du Songe d'une nuit d'été, mes Jean Bellorini, tournée
- 2014 : Docteur Camiski - Épisode pilote, coécrit avec Fabrice Melquiot, mes Richard Brunel, tournée
- 2015 : Égarés de Marion Aubert, Ronan Cheneau, Hédi Tillette de Clermont-Tonnerre, Frédéric Vossier, mes Marc Lainé
- 2015 : Docteur Camiski ou l’esprit du sexe - Épisode 5, coécrit avec Fabrice Melquiot, mes Arnaud Meunier, tournée
- 2015 : Docteur Camiski ou l’esprit du sexe - Épisode 6, coécrit avec Fabrice Melquiot, mes Yves Beaunesne, tournée
- 2016 : ♀/♂ d'après Gustave Akakpo, mes Laurine Fagu et Raphaël Melhaoui, Tours
- 2016 : J’ai bien fait ?, mes Pauline Sales, tournée
- 2017 : Les Yeux de ta mère, mes Barbara Weldens, tournée
- 2018 : 66 pulsations par minute, mes Arnaud Meunier , tournée
- 2019 : Quand je suis avec toi, il n’y a rien d’autre qui compte, mes Jean Bellorini,  Saint-Denis
- 2020 : Normalito, mes Pauline Sales, tournée
- 2020 : Les Femmes de la maison, mes Pauline Sales

### Metteur en scène
- 2007 : WIP. Work In Progress de Penda Diouf, Vincent Farasse, Pauline Peyrade et Guillaume Poix, co-mis en scène avec Guillaume Poix, tournée
- 2012 : En travaux de Pauline Sales
- 2014 : Docteur Camiski ou l'esprit du sexe - Épisode 7 coécrit avec Fabrice Melquiot, tournée
- 2016 : J’ai bien fait ? de Pauline Sales, tournée
- 2020 : Normalito de Pauline Sales, tournée

### Actrice
- 1992 : Alphée ou la Justice d’amour d’Alexandre Hardy, mes Jean-Marie Villégier, Musée du Louvre
- 1992 : Le Fantôme amoureux de Philippe Quinault, d'après Pedro Calderón de la Barca, mes Jean-Marie Villégier, Théâtre national de Strasbourg
- 1992 : Les Innocents coupables de Jacques Brosse, d'après Pedro Calderón de la Barca, mes Jean-Marie Villégier, Théâtre national de Strasbourg
- 1993 : Le Nègre blanc de Bernard-Marie Koltès, mes Jean-Gabriel Nordmann, Théâtre national de Strasbourg
- 1993 : L’Entretien du solitaire de Jean-Gabriel Nordmann, d'après une interview par Lucien Attoun de Bernard-Marie Koltès, mes Jean-Gabriel Nordmann, Théâtre national de Strasbourg
- 1993 : Antonio Barracano d’Eduardo De Filippo, mes Jacques Mauclair, Théâtre du Marais
- 1994 : Les Soldats d'après Jacob Lenz, mes Christophe Perton, Lyon
- 1995 : Haute Autriche - Meilleurs souvenirs de Grado de Franz Xaver Kroetz, mes Michel André, tournée
- 1996 : La Vie de Galilée de Bertolt Brecht, mes Philippe Delaigue, tournée
- 1998 : Si vous êtes des hommes ! de Serge Valletti, mes Philippe de Delaigue, tournée
- 1999 : Les Madones de et mes Nathalie Akoun, Théâtre de la Tempête
- 2004 : Le Groenland de Pauline Sales, mes Marie-Pierre Bésanger, Festival d'Avignon Off, tournée
- 2006 : Tant que le ciel est vide. Une histoire des Atrides, d’Eschyle, Sénèque et Sophocle, Valence
- 2006 : La Pluie d'été de Marguerite Duras, mes Marie-Pierre Bésanger, tournée
- 2010 : J’ai la femme dans le sang, d'après Georges Feydeau (On purge bébé et Léonie est en avance), mes Richard Brunel, tournée
- 2011 : La Campagne de Martin Crimp, mes Vincent Garanger, tournée
- 2012 : L'Aspirateur de Pauline Sales, tournée
- 2016 : La Bataille d’Eskandar de  Samuel Gallet, tournée

## Distinctions
- Chevalière de l'ordre national du Mérite (2020)[7]